# Pogányszentpéter
Pogányszentpéter je selo u južnoj zapadnoj Mađarskoj.
Zauzima površinu od 13,15 km četvornih.

## Zemljopisni položaj
Nalazi se na 46° 23′ 2,4″ sjeverne zemljopisne širine i 17° 3′ 46,8″ istočne zemljopisne dužine. 
Berinja i Iharos su jugoistočno, Agnezlački arboretum je južno, Lisov je jugozapadno, Miklušec i Miklušečki arboretum su sjeverozapadno, sjeverozapadnije su Bagola i Velika Kaniža, sjeverno su ribnjaci i Kisfakos, a sjeveroistočno je Sand.

## Upravna organizacija
Nalazi se u Čurgujskoj mikroregiji u Šomođskoj županiji. Poštanski broj je 8728.

## Povijest
Prvi put se spominje 1381. godine. Spominje se pavlinski samostan sv. Petra. 1390. spominje se Stregenchy Zentpeter, 1412. Nemetzenthpeter (Németszentpéte).
Selo je bilo u potpunosti srušeno 1554. godine te opet naseljeno u 18. st.

## Promet
Državna cestovna prometnica br. 61 prolazi ovo mjesto.

## Stanovništvo
Pogányszentpéter ima 490 stanovnika (2001.). Većina su Mađari. 7,2% je Roma.

## Vanjske poveznice
- (mađarski) Službena stranica  Arhivirana inačica izvorne stranice od 11. lipnja 2017. (Wayback Machine)